# 铁眼
铁眼（日语：／ Tetsugen Doko，1630年2月12日—1682年4月27日），肥后（熊本县）人，俗姓佐伯。字铁眼。十三岁出家。二十六岁参访隐元隆琦，师事木庵性瑫。日本江户时代初期的黄檗禅师，谥号宝藏国師，以编汇佛教全部教规而闻名，即铁眼版（黄檗版），他用十年完成这一工作。这是佛教全部教规首次于日本印刷。